# أوسفالدو إسكوديرو
أوسفالدو إسكوديرو (بالإسبانية: Osvaldo Escudero)‏ (15 أكتوبر 1960 في الأرجنتين – )؛ هو لاعب كرة قدم سابق كان يلعب كمهاجم.

## وصلات خارجية
- أوسفالدو إسكوديرو على موقع الاتحاد الدولي (مؤرشف)  (الإنجليزية)
- أوسفالدو إسكوديرو على موقع رابطة كرة القدم اليابانية للمحترفين (اليابانية)
- أوسفالدو إسكوديرو على موقع قاعدة بيانات كرة القدم.إي يو (الإنجليزية)
- أوسفالدو إسكوديرو على موقع Soccerway.com (الإنجليزية)
- أوسفالدو إسكوديرو على موقع عالم كرة القدم.نت (الإنجليزية)